# Мартна (волость)
Мартна (эст. Martna) — бывшая волость в Эстонии, в составе уезда Ляэнемаа.

## Положение
Площадь волости — 269 км², численность населения на 1 января 2008 года составляла 981 человек.
Административный центр волости — деревня Мартна. Помимо этого, на территории волости находятся ещё 32 деревни.
Часть территории волости находится во владении национального парка Матсалу.

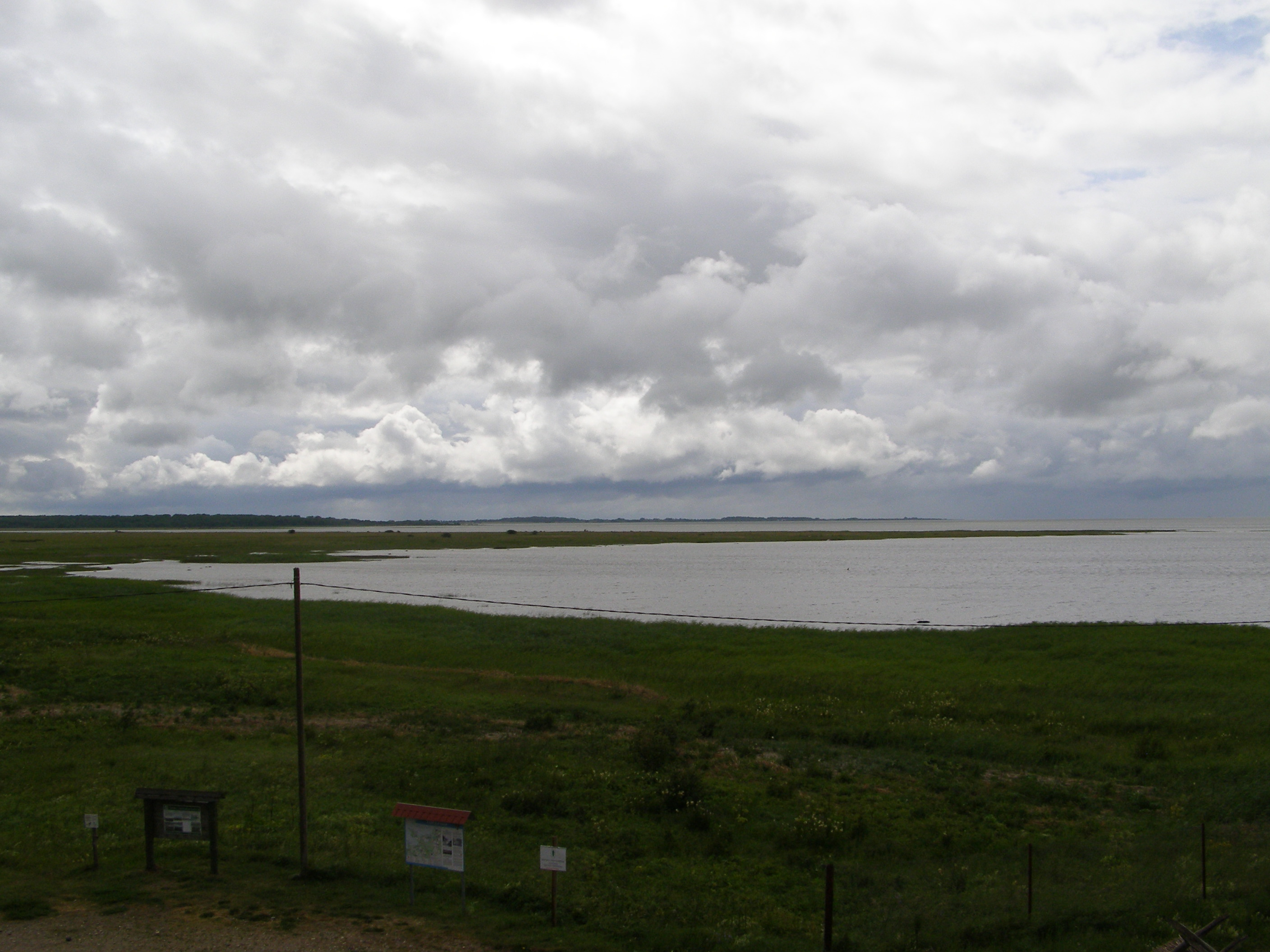
Вид на залив Матсалу